# Lantin
Lantin is een dorp in de Belgische provincie Luik en een deelgemeente van de gemeente Juprelle. Het was een zelfstandige gemeente tot het bij de fusie van 1977 toegevoegd werd aan de gemeente Juprelle. De deelgemeente is vooral bekend omwille van de grote gevangenis die sinds 1979 op haar grondgebied ligt.

## Demografische ontwikkeling
- Bronnen:NIS, Opm:1831 tot en met 1970=volkstellingen, 1976= inwoneraantal op 31 december

## Natuur en landschap
Lantin ligt in Droog-Haspengouw op ongeveer 8 kilometer ten noordwesten van de stad Luik en op een hoogte van ongeveer 165 meter. De dorpskom ligt ten westen van de weg van Tongeren naar Luik en sluit in het zuiden via lintbebouwing aan op de bebouwde kern van Alleur die tot de Luikse agglomeratie gerekend wordt. Lantin is een woondorp met nog aanzienlijke landbouwactiviteiten (vooral akkerbouw) in het noorden en het westen van de deelgemeente.

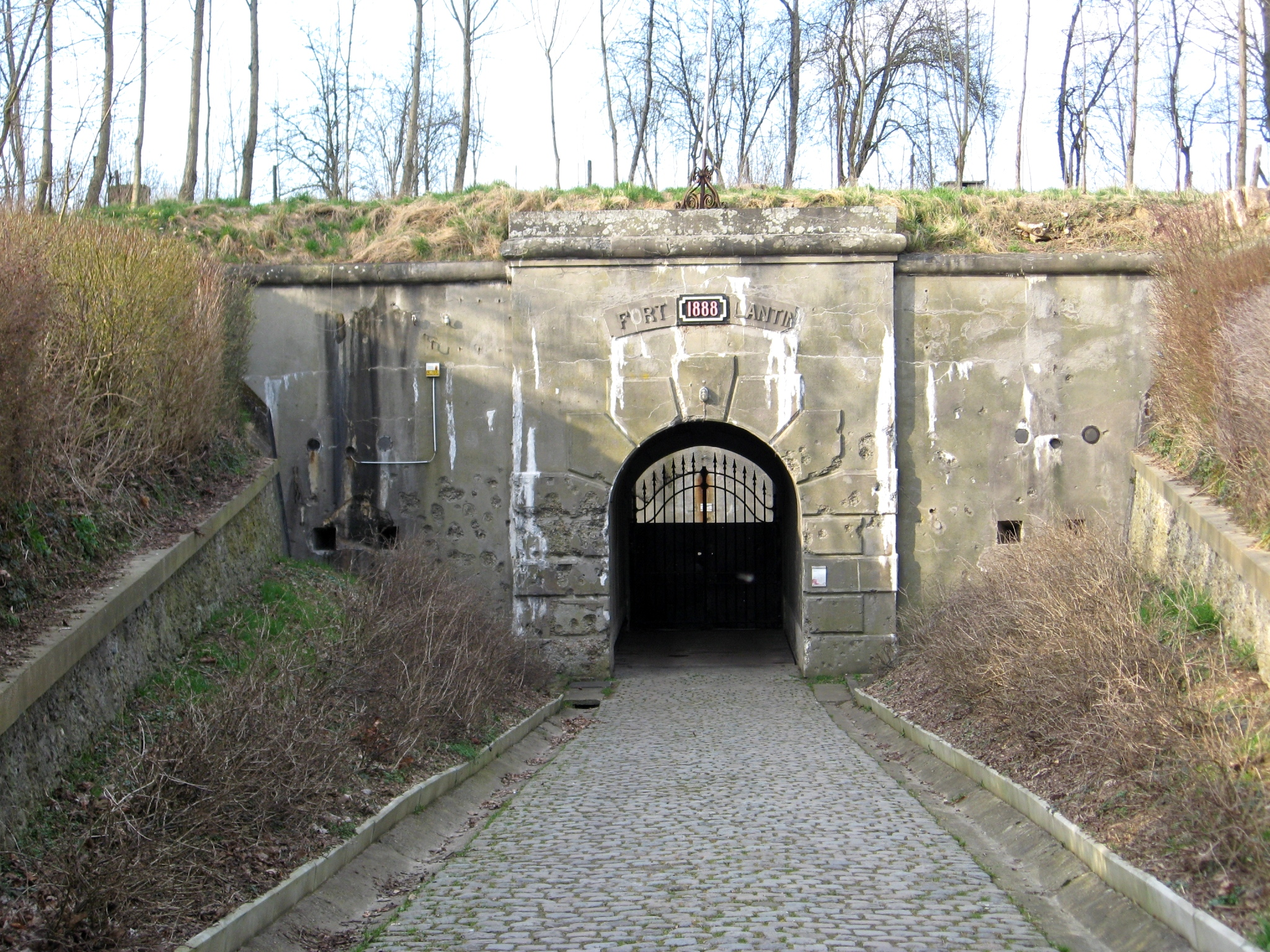
Ingang van het Fort Lantin

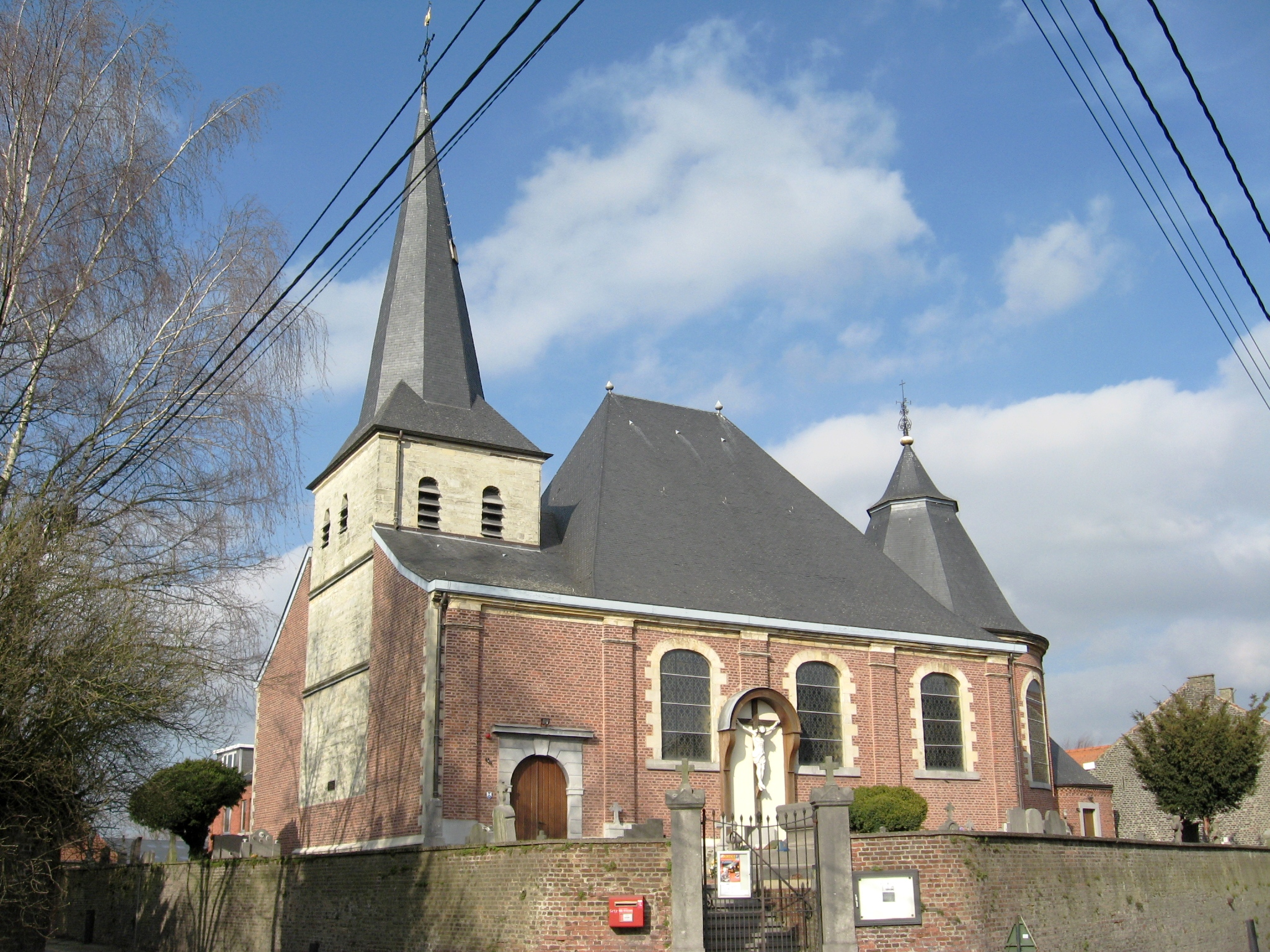
De Sint-Servatiuskerk

## Bezienswaardigheden
- Het Fort Lantin is een klein fort uit 1888 dat deel uitmaakte van de fortengordel rond Luik. Sinds 1983 is het fort eigendom van een vzw die het volledig gerestaureerd heeft en sindsdien geleide bezoeken organiseert in het fort.
- De Sint-Servatiuskerk is de parochiekerk die gebouwd is in renaissancestijl. Tijdens de Eerste Wereldoorlog werd de kerk zwaar beschadigd maar na de oorlog werd ze volledig hersteld. De kerk werd in 1935 beschermd als monument.
- Vierkantshoeven:
  - La Ferme Martin
  - La Ferme Springuel

## Nabijgelegen kernen
Hombroux, Alleur, Xhendremael, Juprelle, Voroux-lez-Liers, Rocourt